# Podocerus walkeri
Podocerus walkeri is een vlokreeftensoort uit de familie van de Podoceridae. De wetenschappelijke naam van de soort is voor het eerst geldig gepubliceerd in 1972 door Rabindranath.